# Ptilinop jambu
El ptilinop jambu (Ramphiculus jambu) és una espècie d'ocell de la família dels colúmbids (Columbidae) que habita la selva, boscos i manglars de la Península Malaia, Sumatra, Borneo i petites illes properes.